# Sport i Skellefteå kommun
Sport i Skellefteå kommun avser sport i Skellefteå kommun efter dess bildande 1971.
Sedan urminnes tider har skidor varit ett färdmedel för jägare och renskötare. År 1924 upptäcktes världens äldsta skidpaket i Fäbodtjälen utanför Kalvträsk. Skidor är också en av de sporter som rönt framgångsrika idrottare i Skellefteå.
Klimatet i norra Västerbotten med korta somrar och långa vintrar i kombination med avsaknaden av inomhuslokaler bromsade länge utvecklingen av flera idrotter.

## Bakgrund
Skarpskytterörelsen var en föregångare till idrotten, den var dock mer inriktad på försvar än tävlande. År 1863 grundades Skellefteå Skyttegille och därefter följde skytteföreningar med egna skjutbanor runt om i byarna. Det var också skytteföreningarna som anordnade de första tävlingarna i allmän idrott i Skelleftebygden. Löpning, hopp och kast blev en del i deras nöjesverksamhet som drog många deltagare och stor publik. Det var just en sådan fest, skyttefesten i Bureå 1904, och intäkterna från denna som låg till grund för den första idrottsföreningen, som bildades samma år.
År 1894 anordnades den första, officiella skidtävlingen i Skellefteå. Då deltog 15 skidåkare i loppet som startade på Storgatan.
Stadslöpningar blev populära på 1920-talet och 1924 hölls det första Skellefteå Runt. År 1922 bildades Skellefteå Motorsällskap (SMS). SMS har i 100 år ansvarat för en stor mängd publikdragande tävlingar på is, grusvägar, flygfält, gator och fasta anläggningar på Hammarängen, i Klutmark och i Furunäs. 
År 1927 bildades Skellefteå Tennisklubb. Tennisklubbarna lät bygga sina egna hallar på 1960-talet.
Intresset för friidrott ökade i och med att anläggningar som Norrvalla i Skellefteå, Malmbacka i Boliden, Tjärnbackavallen i Burträsk och Tallbacka i Bureå anlades på 1930-talet. Företagen Boliden och Scharins Söner låg bakom idrottsplatser i bruksorterna Skelleftehamn och Ursviken. I Boliden hoppade Ivar Norin 7,30 i längd på Malmbacka 1935. Han blev också den första landslagsmannen från norra länsdelen.
År 1946 grundades Örjans IP och Nyborg 1949. Men det ökade intresset för friidrott fanns även i byar och samhällen utan anläggningar. När idrottsplatserna senare renoverades blev de samtidigt omgjorda till fotbollsplaner. I början av 2020-talet var Norrvalla den enda kvarvarande arenan för större tävlingar i friidrott.
År 1956 öppnade Örjansbadets 25-metersbassäng. I och med detta flyttade Skellefteå Simklubb till Skelleftehamn och ombildades senare till Skellefteå-Rönnskärs Simklubb.
Under början av 1950-talet anlades   Skellefteå Travbana, en första fast plats för travet. Ett av de årliga folkfesterna, Midsommartravet, går av stapeln på Skelleftetravet. En av Skellefteås travprofiler är tränaren och kusken Stig Lindmark från Gärdsmark som vann mer än 3 000 travlopp.
Åren 1966 till 1971 tillverkades racingbilar av märket RPB av företaget Racing Plast Burträsk. Dessa tävlade i en ny klass, med lätta motorer och plastkaross, kallad Formel Vee. Bland förare av dessa bilar hittas exempelvis Bror Jaktlund och P-O Boström. Bilarna blev framgångsrika i Sverige, på Nürburgring i Tyskland och i USA. 
Innan storkommunen Skellefteå bildades 1967 byggdes badhus i landskommunerna Boliden, Jörn, Byske och Bureå. År 1970 byggdes Eddahallen i Skellefteå och 1973 tömdes kommunkassan i Burträsk och en ny simhall byggdes även där. Under 1980-talet byggdes ett badhus i  Lövånger. Således fanns i början av 2020-talet åtta simhallar i Skellefteå kommun. Det är topp i Sverige.

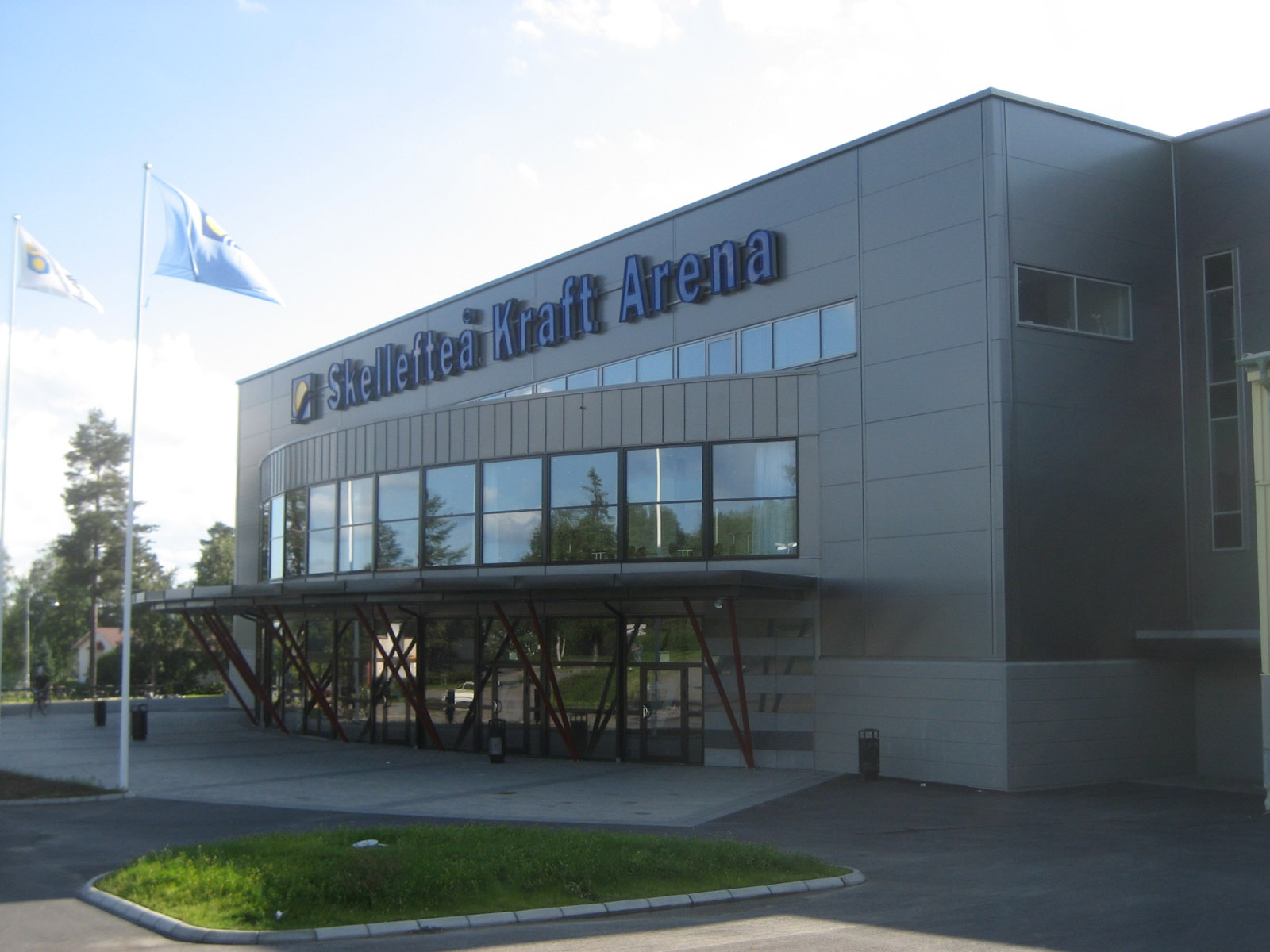
Skellefteå Kraft Arena, 2008.

På Anderstorpsskolan finns ett hockeygymnasium som haft stor betydelse för ishockeyns utveckling i Skellefteå.

## Historia

### 1970-talet
Under 1960- och 1970-talen blev Bertil Ersson, född i Mångbyn, Lövånger en välkänd friidrottsledare. Han var med och grundade Skellefteå AIK:s friidrottsskola och löpartävlingen Midnight Marathon. Erssons efterträdare Kjell-Göran Marklund förvaltade hans idéer väl. Han  utvecklade friidrottsskolan och Midnight Marathon. Men hans stora gärning blev motionsloppet Broarna Runt, som arrangerats under sju vårkvällar varje år sedan 1965.

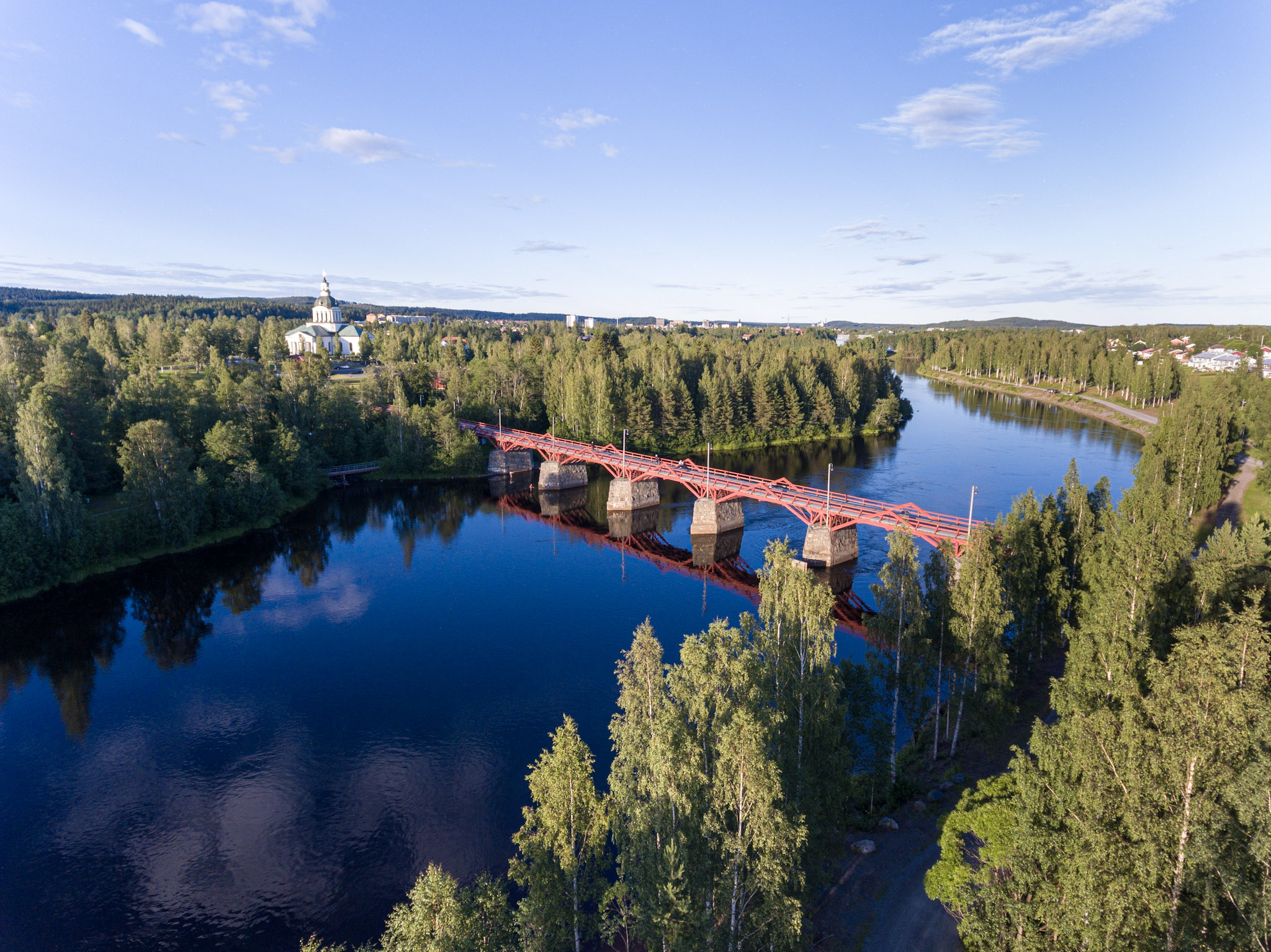
Lejonströmsbron är en av broarna i loppet Broarna Runt.

I början på 1950-talet var Lövångers AIK bäst i Västerbotten på bordtennis men på 1960- och 70-talen hamnade flera medaljer från distriktsmästerskapen i Mjödvattnets IF, Norsjö IF och Fromhedens IF. År 1979 blev Margareta Sehlstedt Innerviks SK,  norrlandsmästare.
Bland framstående löpare under 1970-talet märks Birgitta Båga, uppvuxen i Tjärn, Mjövattnet. Hon var en del av landslaget åren 1977–1981. En annan kvinnlig löpare var Birgit Bringslid som tog fyra SM-guld på sträckorna 3000 m, 10 000 m och halvmaraton och medverkade i 10 landskamper åren 1976–1991.
I och med tennisboomen under 1970-talet blev tennis en folksport. Bland Skellefteås talanger i den vågen hittas Joakim Nyström som producerade segrar i de fyra stora Grand slam-turneringarna och Davis Cup. Han vann, tillsammans med kompisen Mats Wilander, i Wimbledons dubbel 1986. Nyström vann även Davis Cup med det svenska landslaget 1986 och segrade över både John McEnroe och Boris Becker.

### 1980-talet
År 1984 var hockeyspelarna Göran Lindblom och Thomas Åhlén med och tog brons i OS i Sarajevo 1984. Under 1980-talet var basket en stor sport i kommunen, vilket samföll med att den lokala basketklubben KFUM basket då spelade i högsta ligan.

### 1990-talet
År 1990 byggdes Skellefteå Tennisklubbs egen tennishall vid Vitberget. Hallen överlevde både räntekrisen på 1990-talet och ett takras snövintern 2010. När den byggdes tog padel över två av de tidigare tennisbanorna.
Bland framgångsrika simmare från Skellefteå under 1990-talet hittas Eila Nilsson, ursprung aktiv i Norsjö simklubb senare i Skellefteå. Hon tog OS-silver vid Paralympics i Toronto 1976 på 50 m frisim och 50 m bröstsim. Vid Paralympics i Atlanta 1996 tog hon dubbla guld – på 50 m frisim och 100 m frisim. Dessutom satte hon ett världsrekord. En annan guldmedaljör vid Paralympics är simmaren Linda Wikström från Kåsböle, Lövånger som vann guld i Paralympics 1992. Vid VM i simning 1990 vann Åsa Wilhelmsson, Skellefteå HIF fem guld.
EM-serien i dragracing 1992 vanns av Monica Öberg som länge var en av Europas bästa förare i dragracing. Men Robert Dahlgren är kanske den racerförare från Skellefteå som nått längst. Dahlgren har över 100 pallplatser och flera segrar genom åren i STCC, Scandinavian Touring Car Championship.
Under 1990-talet spelade Skellefteå squash-klubbs damlag i högsta ligan med spelare som Kicki Mitchell, Katarina Holmlund, Ulrika Noren, Ann-Britt Lindström och Jenny Åkervall. I slutet av 1990-talet gick även herrlaget upp I högsta serien med spelare som Jan Kaiding, Jörgen Gustavsson, Martin Larsson, Andre Wikström, Hans Bäckman och Nicklas Norén.

### 2000-talet
Åren 2006, 2007 och 2009 vanns VM i skotercross av Peter Ericson från Kåge.
Vid den nedlagda flygbasen i Fällfors har den privatägda Drivecenter, Skandinaviens längsta racingbana, öppnat 2008 öppnat upp för möjligheter till fler stortävlingar.

### 2010-talet
Åren 2012 deltog Elin Johansson i Olympiska spelen i Taekwondo. År 2014 var Jimmie Ericsson med och tog en silvermedalj vid OS i Sotji 2014. År 2014 anordnades också  VM i skotercross på Vitberget, ett av SMS största arrangemang.
En utbildning på Sörböleskolan öppnade 2015 i samarbete med Soo Shim Taekwondo Klubb. Året därpå tävlade Elin Johansson återigen i OS i Taekwondo.
År 2017 vanns europamästerskapen i rallycross av Bolidensonen Anton Marklund.

### 2020-talet
Ridhus fanns i början av 2020-talet även i Ersmark, Skellefteå och Lövånger. Under 2000-talet har intresset för körning med häst har vuxit starkt. Tre mil väster om Burträsk, i byn Villvattnet, har Rolf Hedquist – erfaren hästkarl och professor i nordiska språk – skapat en körbana av internationell klass.
År 2021 startade en LIU-utbildning i basket i KFUM Skellefteås regi.

## Stora idrottsarrangemang
Skellefteå har stått värd för ett flertal SM-veckor på skidor – 1959, 1971, 1988 och 2018. Till minne av världens äldsta skidpaket som hittades i en myr i Fäbodtjälen utanför Kalvträsk 1924 anordnades åren 1954–2004 skidtävlingen Kalvträskloppet över sex mil.
År 2018 anordnades den nionde tevesända SM-vinterveckan i Skellefteå. Totalt visade SVT 27 idrotter – alpinrodel, alpint (slalom, parallellslalom, storslalom), bowling, casting, cricket, crosskart, curling, cykeltrial, danssport, draghundsport, freeski big air och slopestyle, jujutsu, klättring, längdskidor, puckelpist, parallellpuckelpist, radiostyrd bilsport, rallysprint, rallycross, rullstolsinnebandy, skicross, skidorientering, snowboard big air och slopestyle, stadioncross, styrkelyft, squash, taekwondo och X-trial. I Bygdsiljumbacken arrangerade UHSK Umeå Alpina freestylegrenarna. Arrangemanget besöktes av omkring 130 000 åskådare.
Andra stora arrangemang:
- SM i friidrott 1977
- världscupen i schack 1989
- VM i skidorientering 1990
- Nordiska mästerskapen i orientering 1995
- Världsmästerskapet i innebandy för herrar 1996
- Junior-VM i ishockey 2000
- SM i konståkning 2017
- inomhus-JSM i friidrott 2022
- SM-deltävling i snöskotercross 2022